# Sesto al Reghena
Sesto al Reghena (friülà Siest) és un municipi italià, dins de la província de Pordenone. L'any 2007 tenia 6.136 habitants. Limita amb els municipis de Chions, Cinto Caomaggiore (VE), Cordovado, Gruaro (VE), Morsano al Tagliamento i San Vito al Tagliamento.

## Administració
| Període | Identitat          | Partit         |
| ------- | ------------------ | -------------- |
| 2004-   | Giuseppe Sigalotti | Centreesquerra |